# Columbia (Illinois)
Pour les articles homonymes, voir Columbia.
Columbia est une ville du comté de Monroe, dans l'Illinois, aux États-Unis.